# Alcedo hercules
Il martin pescatore di Blyth o martin pescatore maggiore (Alcedo hercules Laubmann, 1917) è un uccello coraciforme della famiglia degli Alcedinidi.

## Distribuzione e habitat
La specie è diffusa In India orientale (Assam, Nagaland, Manipur) ad est fino alla Cina meridionale (isola di Hainan compresa) e da lì a sud nel Tonchino fino al confine con la Cambogia. La sua presenza è legata a quella di corsi d'acqua permanenti e limpidi circondati da vegetazione lussureggiante, dove quest'uccello può appollaiarsi osservando il pelo dell'acqua in attesa di una preda (costituita principalmente di piccoli pesci, anfibi, invertebrati acquatici e delle loro larva), momento in cui esso si tuffa per catturarla e portarla al proprio punto d'osservazione, dove se necessario la finisce sbattendola ripetutamente contro un legno od una roccia per poi ingoiarla intera a partire dalla testa, rigurgitandone in seguito lische, scaglie e parti coriacee in un bolo.

## Descrizione
L'aspetto è tipico e molto simile a quello del congenere ed affine martin pescatore comune, rispetto al quale si distingue per le maggiori dimensioni (da cui il nome comune "maggiore" e quello scientifico "hercules", considerato anche sinonimo di Alcedo grandis) e la colorazione nel complesso più scura, con assenza di macchie guanciali di qualsiasi colore. La testa, le ali e le spalle sono infatti di colore blu molto scuro, quasi nero, con penne orlate di azzurro iridescente su ali, coda, guance e parte superiore della testa, che assume così un caratteristico aspetto "perlato": dalla base del collo parte una striscia di colore azzurro iridescente che prosegue lungo tutto il dorso fino alla corta coda, che è anch'essa azzurra. La gola, il petto ed il ventre sono invece di colore arancio-rossiccio tendente al ruggine. In corrispondenza dell'orecchio è presente una banda di strisce bianche che prosegue verso il basso, fino a ciascuna spalla: bianca è anche una piccola bavetta sotto il becco. Le zampe sono corte e di colore carnicino-rossiccio, il lungo becco è completamente nero nel maschio, mentre nella femmina la parte distale e quella inferiore sono rosso-aranciate.

## Biologia
Si tratta di un uccello solitario e territoriale all'infuori del periodo riproduttivo, quando si formano coppie stabili che collaborano avvicendandosi nella costruzione del nido (consistente in una galleria di circa 150 cm di lunghezza, culminante in una camera nella quale avviene la cova), nella cova e nell'allevamento dei nidiacei, che nascono dopo circa 3 settimane d'incubazione e possono essere considerati indipendenti a circa un mese e mezzo dalla schiusa.